# Djurgården 10
Djurgården 10 ingår i Waxholmsbolagets färjeflotta. Den går på rutten mellan Allmänna gränd vid Gröna Lund på Djurgården och Räntmästartrappan vid Slussen i Stockholm.
Färjan är avbildad på baksidan av den svenska hundrakronorssedeln som började ges ut 2016.

## Bildgalleri

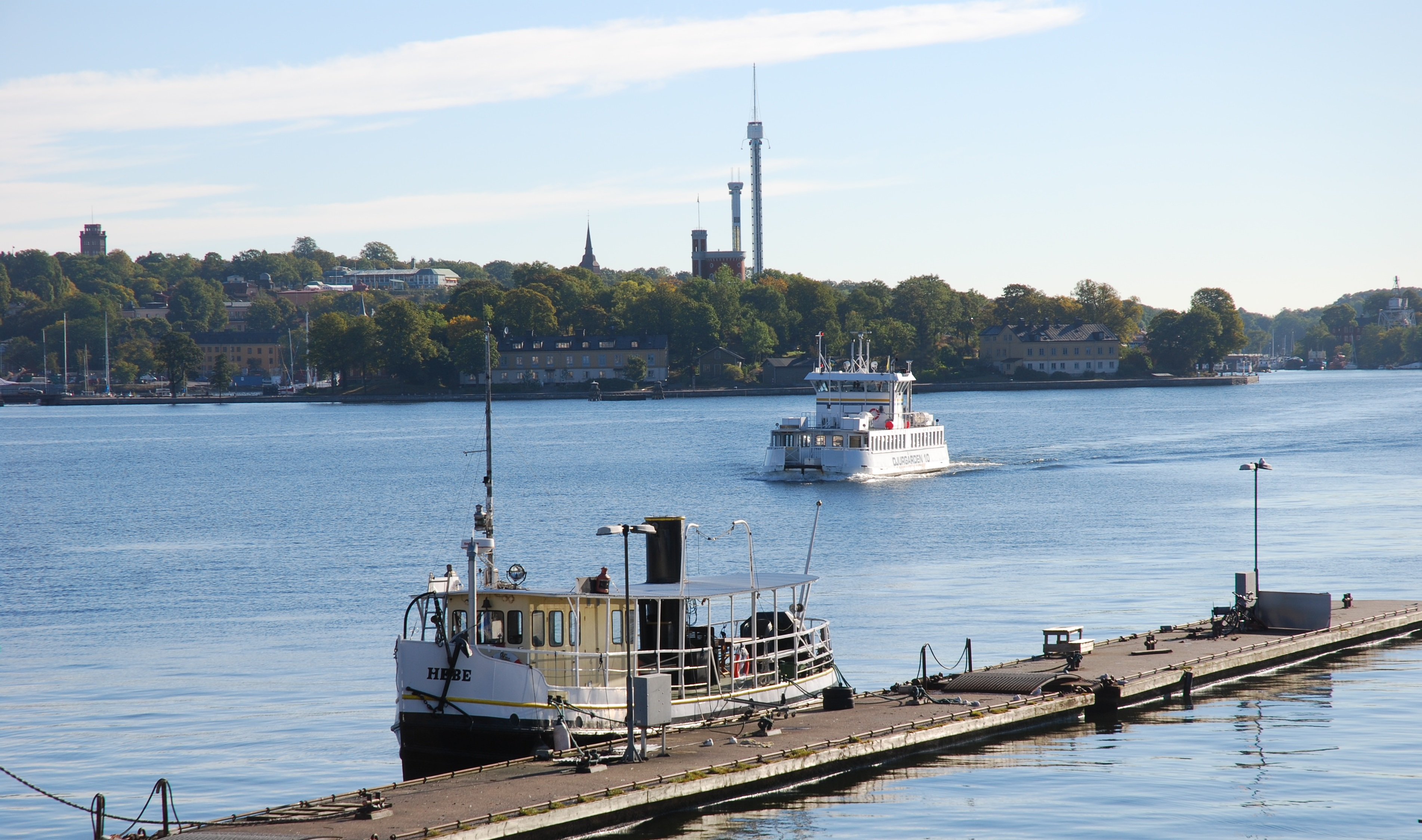
Djurgården 10 och Bogserbåten Hebe vid Slussen, 2007
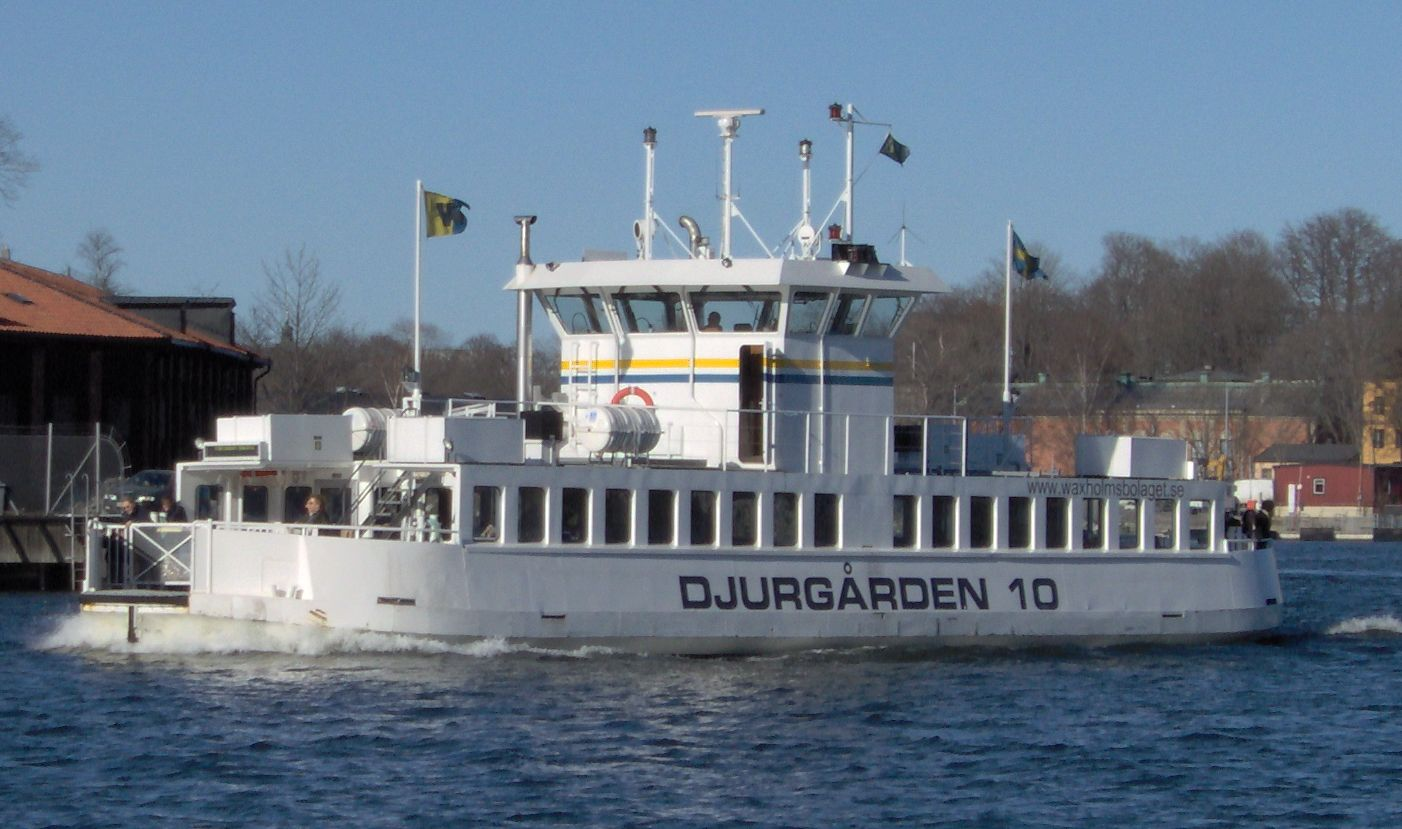
Djurgården 10 passerar Kastellholmen
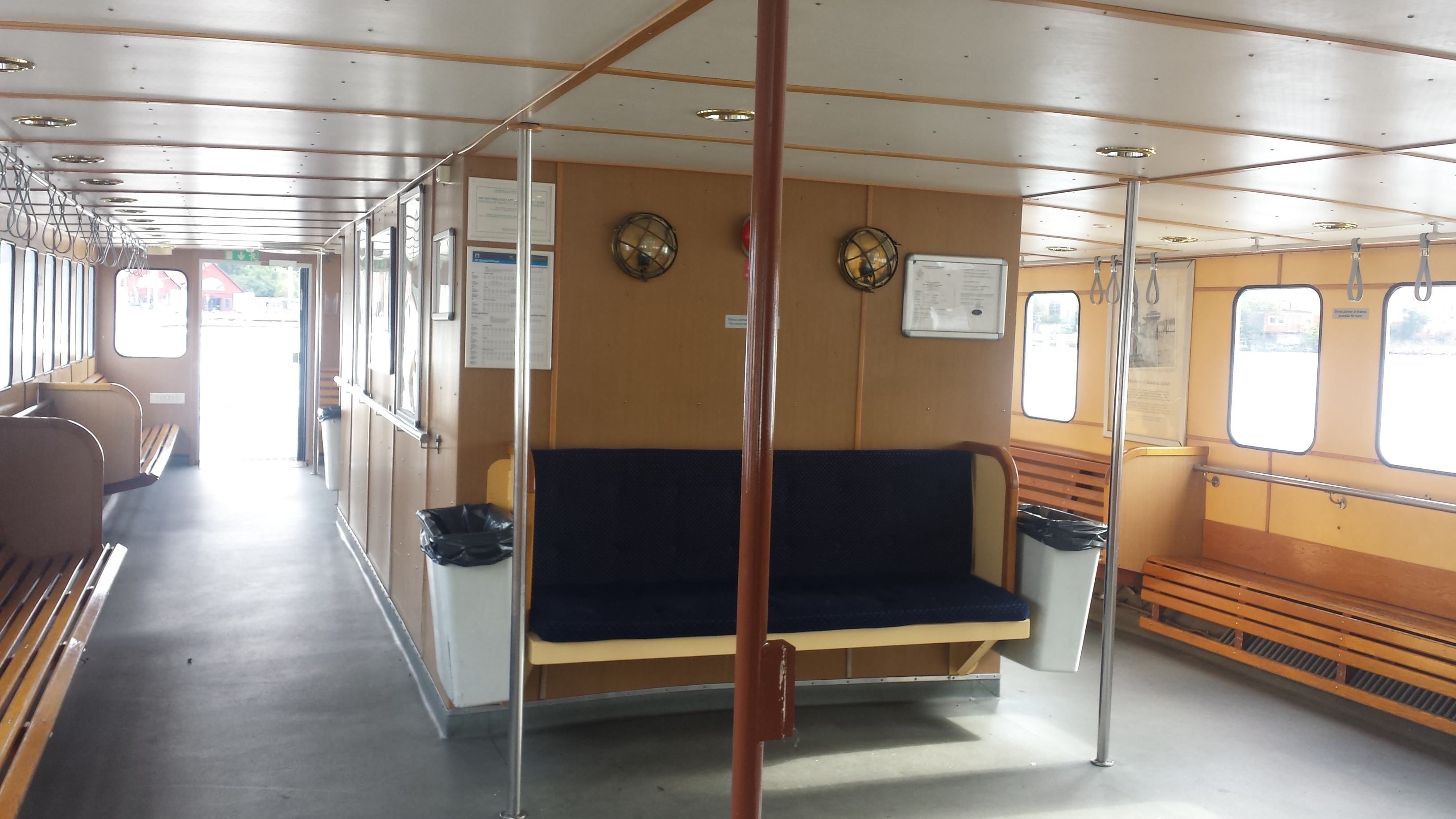
Interiör, 2017